# Jan Felix Knobel

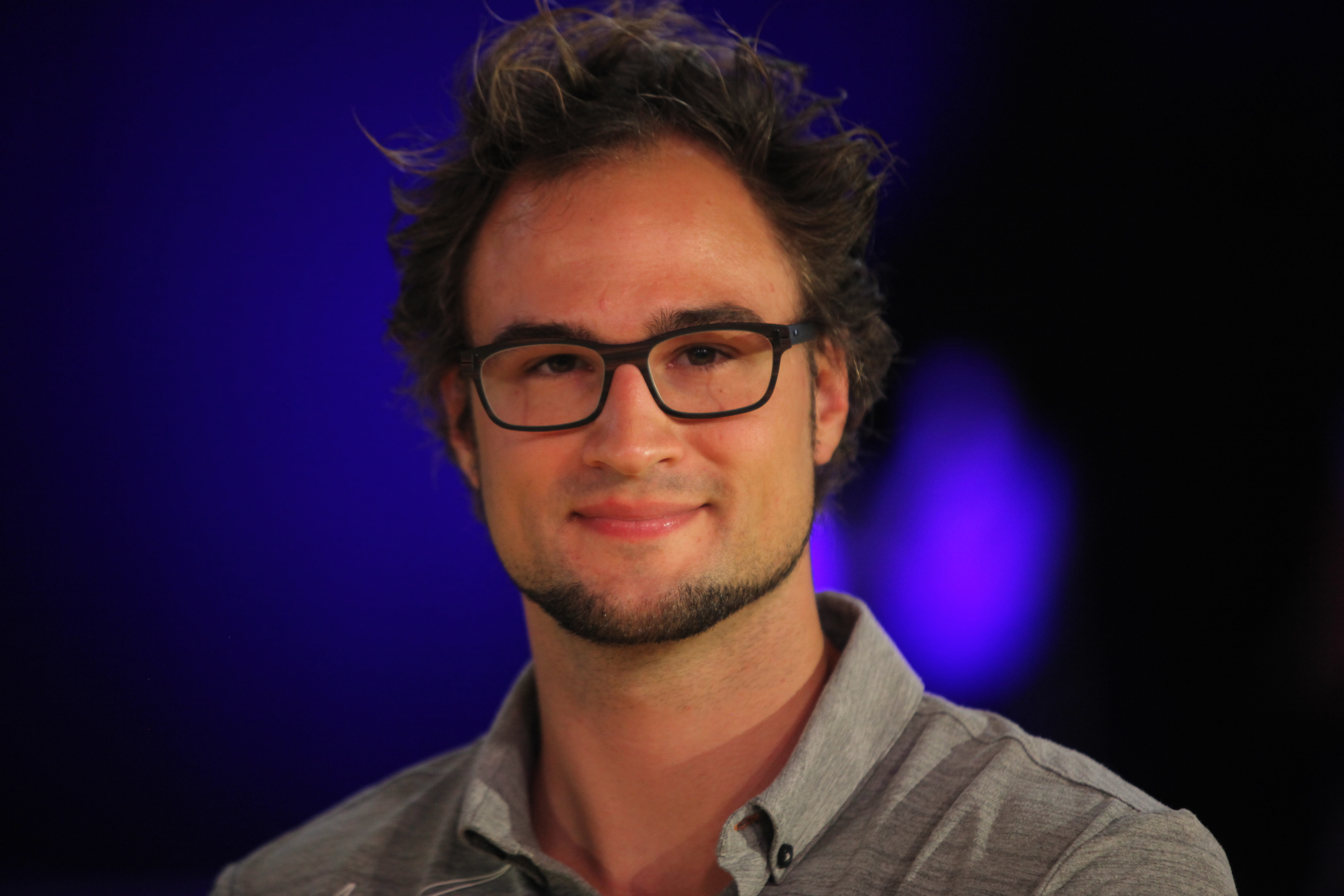
Jan Felix Knobel (Juni 2014)

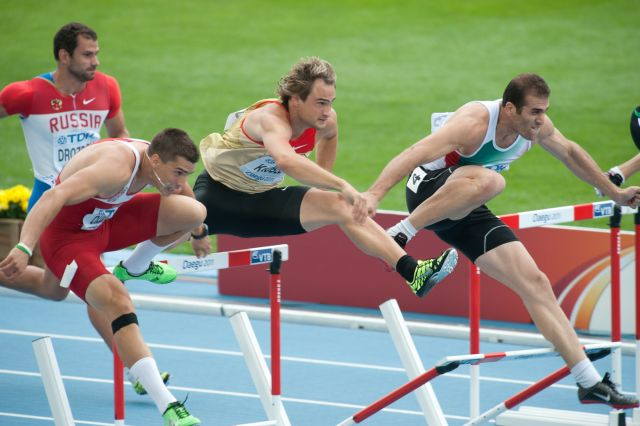
Jan Felix Knobel (Mitte) bei den Weltmeisterschaften 2011

Jan Felix Knobel (* 16. Januar 1989 in Bad Homburg vor der Höhe) ist ein ehemaliger deutscher Zehnkämpfer.
Bei den Juniorenweltmeisterschaften 2008 in Bydgoszcz gewann er mit 7896 Punkten den Titel im Zehnkampf. In der Endabrechnung betrug sein Vorsprung auf den zweitplatzierten Belarussen Eduard Michan lediglich zwei Punkte.
Bei den Deutschen Mehrkampf-Meisterschaften 2009 nahm Knobel in der Erwachsenenklasse teil, obwohl er noch bei den Junioren startberechtigt gewesen wäre, und sicherte sich mit 7738 Punkten den Sieg.
Knobels persönliche Bestleistung liegt bei 8288 Punkten, die er Ende Mai 2011 beim internationalen Meeting in Götzis erreichte. Kurz darauf startete er als Mitfavorit bei den U23-Europameisterschaften 2011 in Ostrava. Nach einem Sturz im 110-Meter-Hürdenlauf musste er jedoch alle Medaillenhoffnungen begraben. Auch den abschließenden 1500-Meter-Lauf beendete er nicht und landete schließlich mit 6774 Punkten auf dem 19. Platz. Bei den Weltmeisterschaften 2011 in Daegu erreichte er mit 8200 Punkten den achten Rang.
2012 wurde Knobel beim Mehrkampf-Meeting Ratingen mit 8228 Punkten zunächst Zweiter, der ursprüngliche Sieger Larbi Bourrada wurde jedoch später disqualifiziert. Bei den Olympischen Spielen in London musste Knobel verletzt aufgeben.
2015 siegte er beim Thorpe Cup mit 8045 Punkten, womit er zum fünften Mal die 8000-Punkte-Marke überbot.
2017 ließ er sich an beiden Füßen operieren, da er Beschwerden hatte, die ihn zuvor immer wieder zum Abbruch von Wettkämpfen gezwungen hatten.
Am 9. November 2018 gab Knobel seinen Abschied vom Zehnkampf bekannt, ließ aber offen, ob er in Einzeldisziplinen weiterhin antreten wird.
Jan Felix Knobel startet seit 2015 für den Königsteiner LV und wurde u. a. vom Hessischen Landestrainer Mehrkampf Philipp Schlesinger trainiert. Er studierte Architektur an der Hochschule RheinMain in Wiesbaden. Nach Abschluss seines Architekturstudiums arbeitet Knobel seit Anfang 2018 in einem Planungsbüro und will berufsbegleitend ein Studium zum Immobilienökonom aufnehmen.